# Pettorazza Grimani
Pettorazza Grimani là một đô thị ở tỉnh Rovigo ở vùng Veneto của Ý, có khoảng cách khoảng 40 km về phía tây nam của Venezia và khoảng 20 km về phía đông bắc của Rovigo. Tại thời điểm ngày 31 tháng 12 năm 2004, đô thị này có dân số 1.714 người và diện tích là 21,5 km².
Đô thị Pettorazza Grimani có các frazioni (các đơn vị cấp dưới, chủ yếu là các làng) Boscofasani, Boscofondi, Bufali, Fasana Polesine, Fattoria Vecchia, Madonnina, Munega, Palazzetto, và Stoppacine.
Pettorazza Grimani borders the following municipalities: Adria, Cavarzere, San Martino di Venezze.